# Бекки (фильм)
«Бе́кки» (англ. Becky) — американский боевик-триллер 2020 года с Лулу Уилсон и Кевином Джеймсом в главных ролях.

## Сюжет
13-летняя Бекки уже год не может смириться со смертью матери. Девочка обижена на весь мир, а особенно - на отца, который в её любимый лесной дом пригласил свою любовницу с сыном и объявил, что собирается жениться. Бекки убегает в лес, но не успевает толком поистерить, так как в дом проникает банда сбежавших из тюрьмы нацистов и берёт остальных в заложники. Им очень нужен некий ключ, который они когда-то спрятали в подвале, но Бекки не верит, что, заполучив желаемое, они уберутся восвояси, поэтому решает дать уголовникам отпор.

## В ролях
| Актёр            | Роль                         |
| ---------------- | ---------------------------- |
| Лулу Уилсон      | Бекки Хупер                  |
| Кевин Джеймс     | Доминик лидер банды нацистов |
| Джоэл Макхейл    | Джефф Хупер отец Бекки       |
| Робер Майе       | Апекс                        |
| Аманда Брюгел    | Кайла невеста Джеффа         |
| Райан Макдональд | Коул                         |
| Джеймс Макдугалл | Хаммонд                      |
| Айзиа Роклифф    | Тай сын Кайлы                |

## Релиз
Мировая премьера фильма должна была состояться на кинофестивале Трайбека 20 апреля 2020 года. Однако фестиваль был отложен из-за пандемии COVID-19. В том же месяце Quiver Distribution и Redbox Entertainment приобрели права на распространение фильма и назначили его выпуск на 5 июня 2020 года. Цифровой релиз в России состоялся 9 июля 2020 года.